# Сан-Франсиско-дель-Чаньяр
Сан-Франсиско-дель-Чаньяр (исп. San Francisco del Chañar) — посёлок в департаменте Собремонте провинции Кордова (Аргентина), административный центр департамента.

## История
Посёлок был основан в 1778 году.